# Shuangliao
Shuangliao (chiń. 双辽; pinyin Shuāngliáo) – miasto na prawach powiatu w północno-wschodnich Chinach, w prowincji Jilin, w prefekturze miejskiej Siping. W 1999 roku liczba mieszkańców miasta wynosiła 397 792.